# Bief de Pont-aux-Moines
Pour les articles homonymes, voir Prieuré de Pont-aux-Moines.
Le  bief de Pont-aux-Moines  est une voie d'eau française constituant une section du canal d'Orléans, faisant partie du versant Loire du canal.
D’une longueur de 4 660 m, il est situé sur le territoire des communes françaises de Mardié et Donnery dans la région naturelle du val de Loire, le département du Loiret et la région Centre-Val de Loire.
Il est bordé en amont par l’écluse de Donnery et, en aval, par l’écluse Pont-aux-Moines.

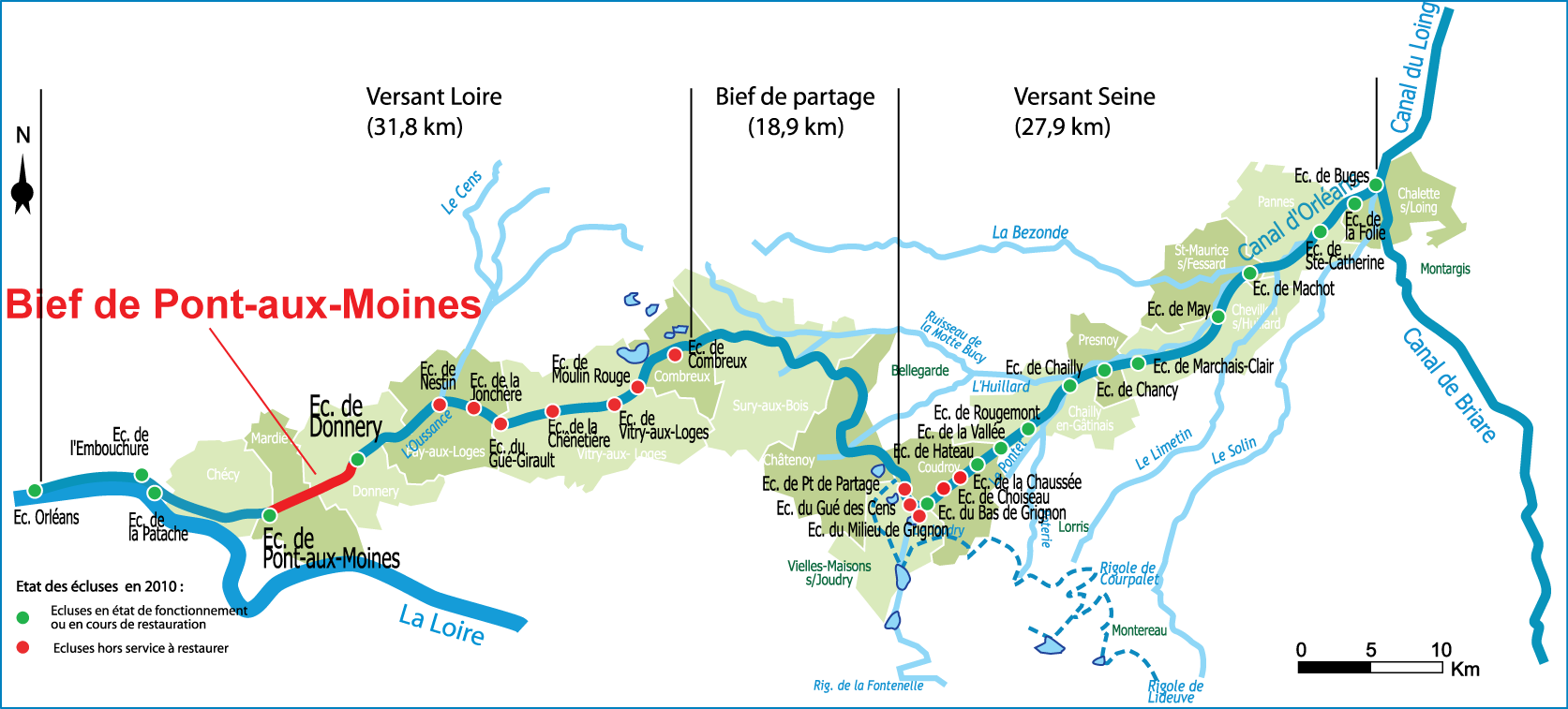
Plan de situation du bief de Pont-aux-Moines.

## Historique
Après le creusement par Robert Mahieu d’un premier tronçon entre Vieilles-Maisons-sur-Joudry et Buges entre 1676 et 1678 et son ouverture au transport du bois et du charbon, la construction du canal jusqu’à la Loire est entreprise de 1681 à 1687 et est inaugurée en 1692. La construction du bief de Pont-aux-Moines et de l’écluse de Pont-aux-Moines est réalisée dans cette deuxième phase.
Le port de Pont-aux-Moines est créé en 1774 et celui de la Potterie près de Donnery en 1776. Ce dernier embarquera en particulier des vins de la région d'Orléans, des matériaux de construction et du bois de la forêt d'Orléans. En 1811, il a  expédié vers Paris, l'équivalent de plus de 40 grands bateaux chargés chacun de 200 poinçons.
De 1692 à 1793 le canal est en plein essor. De 1 500 à 2 000 bateaux  remontent la Loire par an depuis Nantes pour gagner Paris. En 1793, le canal devient un bien national. De 1807 à 1860, il est géré par une société privée, la Compagnie des canaux d’Orléans et du Loing, puis en 1863 sa gestion est confiée aux Ponts et Chaussées pour une période de 91 ans.
De 1908 à 1921, alors que le trafic de marchandises par voie fluviale est en pleine régression, des travaux prolongation du canal entre Combleux et Orléans sont entrepris. Avec l’extinction complète du trafic, le canal est déclassé en 1954 des voies navigables et entre dans le domaine privé de l’État.
En 1978 est créé le syndicat mixte de gestion du canal d'Orléans, qui a pour objet la gestion, la promotion et l’animation de l’ensemble du domaine du canal. En 1984, le département du Loiret prend la gestion du domaine pour 50 ans, laissant au syndicat la gestion courante du domaine, qui reste toujours propriété de l’État français.

## Bief de Pont-aux-Moines

### Descriptif
Le bief de Pont-aux-Moines s’étend sur une longueur de 4 660 m entre l’écluse de Donnery en amont et l’écluse de Pont-aux-Moines en aval. C’est le troisième plus long bief du canal d’Orléans après le bief de partage dont la longueur est de 18,93 km et le bief de Combleux, long de 5 450 m.
Le bief dispose de deux aires de retournement permettant d'envisager un retournement aisé pour la plupart des bateaux de plaisance. Elles se distinguent par un élargissement conséquent du canal, au minimum de 4 m, sur une longueur maximale de 12 m. Elles sont situées en amont de l'écluse de Pont-aux-Moines pour l'une et au lieu-dit « la Perrière » pour l'autre.

### Travaux de réhabilitation du canal

#### Curage
Les exigences liées à la remise en navigation du canal imposent le gabarit suivant sur le canal : une hauteur d’eau minimale de 1,4 m, correspondant à un tirant d'eau de 1,2 m et 0,2 m de pied de pilote et une largeur de canal en plafond de 8 m au moins. Ceci conduira à réaliser des travaux de curage des fonds des biefs pour libérer le tirant d’eau nécessaire aux bateaux. Sur le bief de Pont-aux-Moines, un volume total de l’ordre de 4 064 m3 de vases est à curer, soit un volume moyen inférieur à 1 m3/ml.

#### Protections de berges
Dans le cadre du projet de restauration du canal, des travaux de curage des fonds du bief et de protection des berges sont nécessaires.

## Écluse de Pont-aux-Moines
Longueur sas : 40,3 m,
Largeur sas : 6,3 m,
Cote bief amont : 100,55
Cote bief aval : 97,20
Cote bajoyer : 101,35
L’écluse de Pont-aux-Moines présente une longueur de sas de 40,3 m, pour une largeur de 6,3 m. Les cotes de Nivellement général de la France (NGF) des différents éléments caractéristiques de l’écluse sont les suivantes : bief amont : 100.55, bief aval : 97.20, niveau du bajoyer : 101.35. La hauteur de chute est donc de 3,35 m.
L’écluse de Pont-Aux-Moines est fonctionnelle.

## Pour approfondir